# Bella Donna (album)
Bella Donna è il primo album discografico in studio da solista della cantante statunitense Stevie Nicks, già vocalist dei Fleetwood Mac. 
L'album fu un successo istantaneo e lanciò la carriera da solista della cantautrice: fu certificato 4 volte disco di platino negli USA, raggiunse la prima posizione nella classifica americana; da questo album sono state estratte alcune delle sue canzoni più famose, tra cui Stop Draggin' My Heart Around, che raggiunse la terza posizione nella classifica americana, e Edge of Seventeen, che nonostante non sia riuscito a raggiungere la top ten americana rimane la sua canzone più celebre.  La rivista americana Rolling Stone le conferì il titolo di "Regina in carica del Rock and Roll".
Nonostante il disco fosse uscito nel luglio del 1981, la cantante iniziò a lavorare su di esso anni prima: poiché nei Fleetwood Mac vi erano altri due cantautori, Nicks accumulò un gran numero di canzoni che non potevano essere incluse negli album della band.

## Tracce
1. Bella Donna – 5:21 (Stevie Nicks)
2. Kind of Woman – 3:12 (Nicks, Benmont Tench)
3. Stop Draggin' My Heart Around (interpretata con Tom Petty and the Heartbreakers) – 4:04 (Tom Petty, Mike Campbell)
4. Think About It – 3:35 (Nicks, Roy Bittan)
5. After the Glitter Fades – 3:31 (Nicks)
6. Edge of Seventeen – 5:28 (Nicks)
7. How Still My Love – 3:54 (Nicks)
8. Leather and Lace (performed with Don Henley) – 3:44 (Nicks)
9. Outside the Rain – 4:18 (Nicks)
10. The Highwayman – 4:48 (Nicks)

## Formazione
- Stevie Nicks - voce
- Tom Petty - voce, chitarra
- Michael Campbell, Don Felder - chitarra
- Benmont Tench - organo, piano
- Stan Lynch - batteria
- Don Henley - voce, batteria, cori
- Sharon Celani, Lori Perry - cori
- Roy Bittan - piano